# 小昆山镇
小昆山镇，是中华人民共和国上海市松江區下辖的一个乡镇级行政单位。面积30.52平方公里。户籍人口1.87万人（2008年）。明末学者陳繼儒曾隐居于此。
境内有小昆山，即崑山，为现昆山市的得名来源。

## 行政区划
小昆山镇下辖以下居委会及村委会：
秦安社区、平原社区、昆西社区、大港社区、玉昆一村社区、玉昆二村社区、周家浜村、汤村、永丰村、荡湾村、泾德村、港丰村、大港村和陆家埭村。